# Ролф Јоханесен
Ролф Јоханесен (15. март 1910 – 2. фебруар 1965) био је норвешки фудбалски одбрамбени играч.
Играо је за Норвешку на Светском првенству у фудбалу 1938. године. За репрезентацију Норвешке је наступао 20 пута.
На клупском нивоу играо је за Лислеби, затим за Фредрикстад од 1934. Такође је играо фудбал док се школовао у Сарланду и постао је шампион Саара. У Норвешкој је освојио две титуле првака и четири титуле купа.
Након пензионисања, председавао је Фредрикстадом од 1950. до 1953. и од 1960. до 1962. године. Био је почасни члан клуба. Умро је у фебруару 1965. године у болници у Фредрикстаду.